# Кислоти хрому

Кислоти хрому

Кислоти хрому (рос. хромовые кислоты, англ. acids of chromium) — кислоти, що відповідають хрому (VI), загальної формули xCrO3·H2O, де x може мати значення від 1 до 4. Утворюються при розчиненні жовтого хромового ангідриду CrO3 у воді. У вільному стані не виділені. Зі зниженням рН утворюється червоний біхромат-йон:
2[HCrO4]-→[Cr2O7]2- + H2O.
Подальше підвищення [H]+ дає [Cr3O10]2- і [Cr4O13]2-.
Хром, на відміну від Mo, W не утворює полікислот та гетеро-полікислот.